# Robert Toombs
Robert Augustus Toombs, född 2 juli 1810 i Wilkes County, Georgia, död 15 december 1885 i Washington, Georgia, var en amerikansk politiker och general. Han representerade delstaten Georgia i båda kamrarna av USA:s kongress, först i representanthuset 1845–1853 och sedan i senaten 1853–1861. Han var Amerikas konfedererade staters utrikesminister 25 februari–25 juli 1861. Han tjänstgjorde sedan som brigadgeneral i Amerikas konfedererade staters armé i amerikanska inbördeskriget.

## Biografi
Toombs inledde sina universitetsstudier vid University of Georgia. Han utexaminerades 1828 från Union College i Schenectady och studerade sedan juridik vid University of Virginia. Han inledde 1830 sin karriär som advokat i Washington, Georgia. Han gick med i whigpartiet och invaldes 1844 i representanthuset. Han omvaldes tre gånger. Toombs efterträdde 1853 Robert M. Charlton som senator för Georgia. Han bytte parti till demokraterna. Han var länge motståndare till sydstaternas utträde ur USA, eftersom han ansåg det inte som ett ändamålsenligt alternativ. Hans tilltro i den federala regeringen minskade mot slutet av 1850-talet.
Toombs stödde John Cabell Breckinridge i presidentvalet i USA 1860. Han avgick som senator 4 februari 1861 på grund av Georgias utträde ur USA. Till sist var det Toombs och Joseph E. Brown som var de ledande förespråkarna för Georgias utträde, trots att båda hade bestämt sig relativt sent. Alexander Stephens och Herschel Vespasian Johnson försökte förgäves argumentera emot utträdet.
Toombs var utrikesminister i Jefferson Davis ursprungliga konfedererade kabinett. Han efterträddes efter fem månader i ämbetet av Robert Mercer Taliaferro Hunter. Toombs deltog sedan i inbördeskriget som brigadgeneral och sårades i slaget vid Antietam.
Toombs flydde 1865 till Havanna och sedan vidare till Europa. Efter exiltillvaron i London och i Paris bestämde han sig 1867 för att återvända till USA. Han fick aldrig sitt amerikanska medborgarskap tillbaka, eftersom han vägrade att be om en officiell benådning.
Toombs gravsattes på Resthaven Cemetery i Washington, Georgia. Toombs County har fått sitt namn efter Robert Toombs.